# Bindmössa

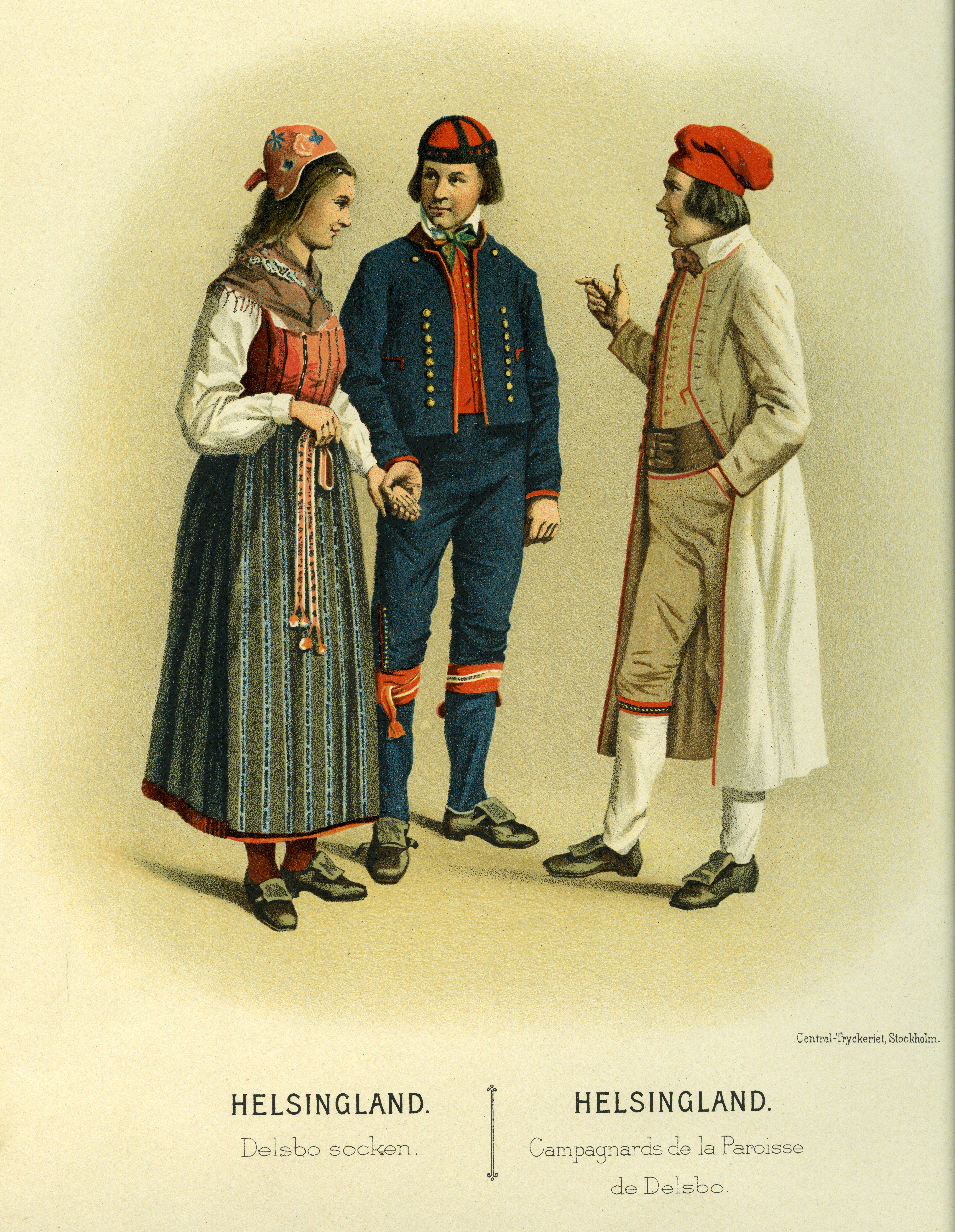
Folkdräkter från Delsbo socken, Hälsingland, till vänster kvinna med bindmössa.

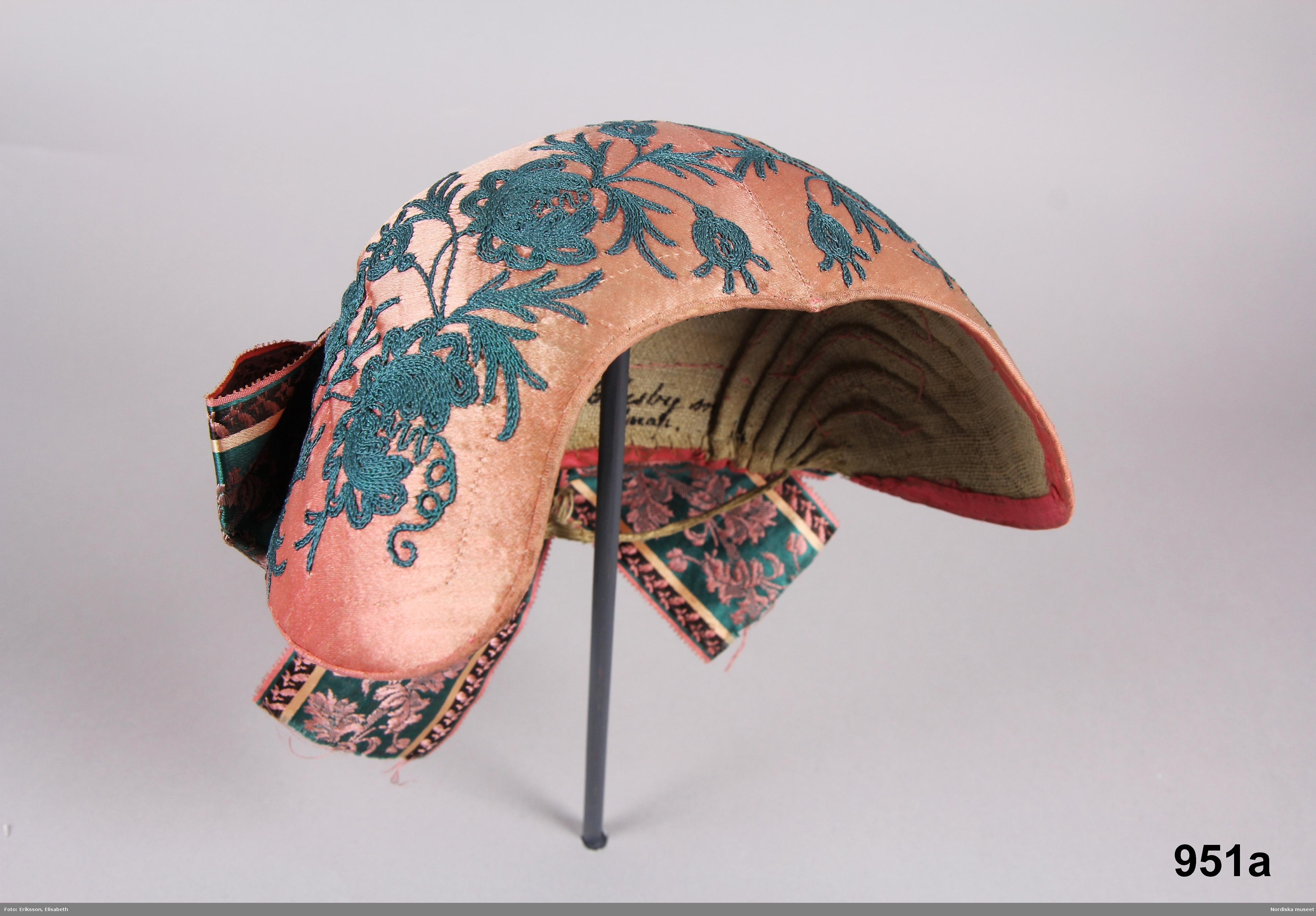
En bindmössa från Husby socken i Dalarna som samlades in av Nordiska museet när museet grundades 1873.

Bindmössa är en liten rundkullig styv kvinnomössa, idag främst vanlig i folkdräkter. Namnet kommer av att den ursprungligen drogs ihop i nacken av band.

## Historik
Bindmössan har sitt ursprung i Frankrike vid mitten av 1500-talet, där den då bars som änkeplagg tillsammans med ett dok. Den introducerades i England av Maria Stuart och kallades då "french hood". Under 1600-talet blev den vanlig främst bland präst- och borgarfruar. Den bars då oftast över en tunn vit linnehätta. Bindmössan var ursprungligen ganska mjuk men blev under 1700-talet allt hårdare och styvades då vanligen upp med en fyllnad av papier-maché, filtat ylle, tagel eller liknande, samtidigt som den blev mindre, från att ha täckt öronen flyttades den upp på nackskulten. Ännu under 1800-talet förekom den bland borgarfruar men då främst äldre personer. Samtidigt blev plagget vanligt hos allmogen.
Från att på 1600-talet oftast ha tillverkat i mörkt siden blev bindmössorna under 1700-talet ljusare, ofta med blommigt eller blombroderat siden. Vid sidan av siden användes även enklare material som tryckta bomulls- eller Linnetyger. Till den senare bindmössan hörde vanligen ett "stycke", en stärkt tygremsa, dold av mössan och formad efter dennas framkontur för att hålla håret på plats, och på sina håll även en spets längs mössans framkant. Mössan  är fodrad med enfärgat eller tryckt linnetyg och kallas också styckemössa. Vanligt är också att bindmössan försetts med nackrosett.
Bindmössan, var den vanligaste huvudbonaden hos allmogekvinnor på 1800-talet i Sverige och ersatte lärftshatten i Finland. I sydvästra Finland användes bindmössor redan på 1700-talet och bruket spred sig ända till norra Österbotten. Mössorna användes allmänt långt in på 1800-talet och ännu senare till fest.
I Sverige och Svenskfinland  
förekommer bindmössan i flera trakters folkdräkter, bland annat i Bohuslän, delar av Västergötland, Häverödräkten med flera platser. I vissa delar av Uppland och Västmanland levde bindmössan kvar även sedan folkdräkterna i övrigt lagts bort.